# Kåfjorden (Nordkap)
 For alternative betydninger, se Kåfjorden (flertydig). (Se også artikler, som begynder med Kåfjorden)
Kåfjorden (nordsamisk: Gávkevuotna) er en fjord nordligst på Porsangerhalvøen i Nordkap kommune i Troms og Finnmark fylke i Norge. Fjorden går 4,5 kilometer mod syd til Indre Kåfjord i enden af fjorden. Fjorden ligger på sydsiden af Magerøysundet og kan regnes som en fjordarm af Porsangerfjorden som ligger lidt længere mod øst.
Fjorden har indløb mellem Kåfjordnova i vest og Svabergneset i øst. Bygden Kåfjord ligger på østsiden af fjorden. Nord for Kåfjord ligger bebyggelsen Ytre Kåfjord. På vestsiden af fjorden går den lille fjordarm Vesterpollen mod vest. Inderst i Vesterpollen starter Nordkaptunnelen som går under Magerøysundet til Magerøya. Fjorden er 55 meter på det dybeste som er ved mundingen.
Europavej E69 går langs de indre dele af fjorden.